# Nanomantidae
Famille
Les Nanomantidae sont une famille d'insectes de l'ordre des Mantodea.

## Répartition
Les espèces de cette famille se rencontrent en écozone afrotropicale, en zone orientale et écozone australasienne.

## Description

### Clé de détermination
Telle que définie en 1893 par Karl Brunner von Wattenwyl, la famille des Nanomantidae se caractérise par :
- des élytres non ciliés et un sommet des coxae antérieures non élargi au-dessus ;
- un pronotum allongé et dont la taille est supérieure à la hanche antérieure ;
- une plaque supra-anale triangulaire et allongée chez les deux sexes ;
- l'extérieur du tibia antérieur armé d'au plus dix épines ;
- des fémurs antérieurs portant quatre épines discoïdales sauf chez certains genres. Les ailes des femelles étant colorées ;
- des cerques étroits, lisses ou comprimés ;
- des épines de longueur subégale sur le bord externe du tibia antérieur, à l'exception des apicales ;
- l'extérieur du tibia antérieur armé de sept épines au maximum sauf à la base ;
- des élytres et des ailes entièrement ou majoritairement hyalines ;
- des yeux sans tubercule central ;
- des yeux, produits en forme de tubercule, placés en haut de chaque côté du vertex.

### Diagnose
Les nanomantidés se distinguent de tous les autres Mantodea par la combinaison des caractères suivants. Ils sont petits et verdâtre ou brunâtre. Le vertex est sans processus. Des renflements juxta-oculaires distincts souvent saillants sont présents. La dilatation supra-coxale est modérément à bien marquée. La métazone présente souvent une carène. Les lobes apicaux du fémur antérieur arborent des épines assez longues. Les fémurs antérieurs présentent de deux ou trois épines discoïdales et quatre épines postéro-ventrales. Quatre épines discoïdales sont rarement présentes et alors en combinaison avec cinq épines postéro-ventrales, une métazone carénée et un champ costal très large. Les pattes médianes et postérieures sont sans lobes et sans épines. Les mâles sont macroptères et femelles macroptères à aptères. Une oreille cyclopéenne est présente. Les cerques, cylindriques ou avec le dernier cercomère aplati, sont plus courts que la moitié de la longueur de l'abdomen. Les phallomères sont faiblement sclérifiés, généralement simplifiés et rarement complexes. Ils sont en miroir chiral chez certains taxons. Les processus du complexe gauche sont séparés. Le phallomère ventral présente ou non un lobe basal sur le côté droit. Le processus distal primaire est transloqué sur le côté gauche du phallomère ventral. Les processus distaux secondaires latéral et médian sont généralement présents et rarement réduits. L'apophyse phalloïde est bifide ou avec le lobe antérieur réduit. La lamelle dorsale du phallomère gauche est sans lobe arrondi.

## Taxinomie
La dénomination de cette famille est attribuée à l'entomologiste suisse Karl Brunner de Wattenwyl qui l'a décrite sous le protonyme Nanomantes en 1893 et elle a pour genre type Nanomantis Saussure, 1871.

### Publication  originale
- Brunner de Wattenwyl, « Révision du système des orthoptères et description des espèces rapportées par M. Leonardo Fea de Birmanie », Annali del Museo Civico di Storia Naturale di Genova, Gênes, Tipografia del Regio Istituto Sordo-Muti (d), vol. 13, no 33,‎ 1893, p. 5-230 (ISSN 1122-6447, OCLC 10489012, lire en ligne).

### Liste des sous-familles et des genres
Cette famille est divisée en quatre sous-familles :
- Sous-famille des Hapalomantinae Beier, 1964
- Tribu des Hapalomantini Beier, 1964
  -     - Hapalomantis Stål, 1871
    - Hapalomantis (Bolbira) Giglio-Tos, 1915
    - Bolbena Giglio-Tos, 1915
    - Bolbena (Bolboda) Giglio-Tos, 1915
    - Bolbula Giglio-Tos, 1915
    - Hapalogymnes Kaltenbach, 1996
- Tribu des Nilomantini Ehrmann & Roy, 2002
  -     - Nilomantis Werner, 1907
    - Ilomantis Giglio-Tos, 1915
    - Negromantis Giglio-Tos, 1915
    - Melomantis Giglio-Tos, 1915
    - Chloromantis Kaltenbach, 1998
    - Hyalomantis Giglio-Tos, 1915
    - Platycalymma Westwood, 1889
    - Enicophlebia Westwood, 1889
    - Cornucollis Brannoch & Svenson, 2016

- Sous-famille des Tropidomantinae Giglio-Tos, 1915
- Tribu des Epsomantini Schwarz & Roy, 2019
  -     - Epsomantis Giglio-Tos, 1915
- Tribu des Tropidomantini Giglio-Tos, 1915
  -     - Tropidomantis Stål, 1877
    - Eomantis Giglio-Tos, 1915
    - Pliacanthopus Giglio-Tos, 1927
    - Pliacanthopus (Malayamantis) Koçak & Kemal, 2008
    - Oligocanthopus Beier, 1935
    - Sinomantis Beier, 1933

- Sous-famille des Nanomantinae Brunner de Wattenwyl, 1893
- -     - Miromantis Giglio-Tos, 1915
    - Ormomantis Giglio-Tos, 1915
    - Oxymantis Werner, 1931
    - Sceptuchus Hebard, 1920
    - Nanomantis Saussure, 1871
    - Parananomantis Mukherjee, 1995

- Sous-famille des Fulciniinae Ehrmann & Roy, 2002
- Tribu des Fulciniini Ehrmann & Roy, 2002
  -     - Fulcinia Stål, 1877
    - Calofulcinia Giglio-Tos, 1915
    - Hedigerella Werner, 1933
    - Tylomantis Giglio-Tos, 1915
    - Fulciniella Giglio-Tos, 1915
    - Pilomantis Giglio-Tos, 1915
    - Ima Tindale, 1924
    - Papugalepsus Werner, 1928
    - Machairima Beier, 1965
    - Nannofulcinia Beier, 1965
- Tribu des Stenomantini Giglio-Tos, 1915
  -     - Fulciniola Giglio-Tos, 1915
    - Stenomantis Saussure, 1871
    - Ciulfina Giglio-Tos, 1915
- Tribu des Neomantini Schwarz & Roy, 2019
  -     - Neomantis Giglio-Tos, 1915
    - Kongobatha Hebard, 1920
- Tribu des Paraoxypilini Saussure, 1872
  - Sous-tribu des Bolbina Schwarz & Roy, 2019
    - Bolbe Stål, 1877
    - Papubolbe Beier, 1965

  - Sous-tribu des Paraoxypilina Saussure, 1872
    - Paraoxypilus Saussure, 1870
    - Cliomantis Giglio-Tos, 1913
    - Exparoxypilus Beier, 1929
    - Myrmecomantis Giglio-Tos, 1913
    - Metoxypilus Giglio-Tos, 1913
    - Gyromantis Giglio-Tos, 1913
    - Phthersigena Stål, 1871
    - Phthersigena (Glabromantis) Sjöstedt, 1918
    - Nesoxypilus Beier, 1965